# Sjepseskaf
Sjepseskaf  was de zevende koning (farao) van de 4e dynastie. Hij regeerde volgens de Turijnse papyrus 5 jaar, Manetho geeft hem 7 jaar. Zijn naam betekent: "zijn ziel is edel".

## Biografie
Sjepseskaf was de zoon van Menkaura en koningin Chuenra, die zijn vader opvolgde op de troon. Hij was waarschijnlijk de laatste Egyptische farao van de 4e Dynastie als die niet was opgevolgd door een obscure farao: Djedefptah. De wetenschappers hebben vooral zijn bestaan vastgesteld met artefacten er zijn weinig bronnen die van hem getuigen.
De Turijnse koningslijst beschrijft Sjepseskaf zijn regering in vijf jaren en zijn opvolger Djedefptah met een regering van twee jaar. Manetho beschrijft Sjepseskaf zijn regering in zeven jaar, waarschijnlijk gebaseerd op de Sjepseskaf en Djedefptah, plus een jaar. Toch vermeld Manetho over een zekere Thampthis (Djedefptah).
Sjepseskaf brak met de traditie van de 4e Dynastie om grote piramiden te bouwen. In plaats daarvan bouwde hij een grote mastaba in zuidelijk Saqqara (beter bekend in de volksmond als: Mastabet el-Fara'un ). Ook in de plaats brak de farao met zijn voorgangers die in Gizeh hun tomben lieten bouwen. Sommige egyptologen denken, dat deze terugtrekking een gevolg was van verschillende geloven. Anderen denken, dat hij niets te maken wilde hebben met de bouwtraditie van zijn voorvaderen, misschien ook omdat zijn voorvaderen het bouwmateriaal hadden opgemaakt. Het bouwmateriaal van de piramiden van de voorgangers was kalksteen en basalt dat in de buurt van Gizeh te vinden was. De farao bouwde een kleinere tombe voor zichzelf, omdat hij zijn vaders piramide moest afmaken in zijn korte regeringsperiode.

## Bouwwerken
- De voltooiing van de dodentempel van Menkaura.
- De mastaba in zuidelijk Saqqara